# Ronald Isley
Ronald Isley (21 de mayo de 1941) es un artista discográfico, compositor, productor de discos y actor ocasional estadounidense. Isley es más conocido por ser el cantante principal y miembro fundador del grupo musical familiar The Isley Brothers.

## Primeros años
Nacido en 1941, hijo de Sallye Bernice (de soltera Bell) y O'Kelly Isley Sr., Isley era el tercero de seis hermanos (O'Kelly Isley Jr., Rudolph Isley, Vernon Isley, Ernie Isley, Marvin Isley). Ronald, como muchos de sus hermanos, comenzó su carrera en la iglesia. Isley comenzó a cantar a la edad de dos años, ganando un bono de guerra de 25 dólares por cantar en un concurso espiritual en la Iglesia Bautista de la Unión. A los siete años, Isley ya cantaba en escenarios como el Regal Theater de Chicago, junto a Dinah Washington y otras personalidades.

## Carrera
Al principio de su adolescencia, Isley cantaba regularmente con sus hermanos en giras por la iglesia y también apareció por primera vez en televisión en el programa Amateur Hour de Ted Mack. En 1957, Isley, de 16 años, y sus dos hermanos mayores, O'Kelly y Rudy, que entonces tenían 19 y 18 años, se trasladaron a Nueva York para seguir una carrera musical. Durante su estancia en Nueva York, Isley y su hermano empezaron a grabar doo-wop para sellos locales antes de conseguir un importante contrato con RCA Records en 1959, donde el trío escribió y lanzó su primer sencillo "Shout". En el verano de 1959, la familia Isley se trasladó de Cincinnati a una casa en Englewood, Nueva Jersey.
Isley ha sido el miembro más veterano de los Isley Brothers, así como el principal vocalista, compartiendo ocasionalmente con sus hermanos mayores. En 1969, Isley reformó T-Neck Records con sus hermanos en una necesidad de producirse a sí mismos sin el control de los sellos discográficos, formando el sello poco después de terminar una breve permanencia en Motown. En 1973, el estilo y el sonido del grupo cambiaron tras la publicación del álbum 3 + 3, en el que los hermanos Ernie Isley y Marvin Isley y su pariente político Chris Jasper se unieron a los hermanos fundadores a tiempo completo. Los hermanos más jóvenes habían estado proporcionando ayuda instrumental a los hermanos desde finales de la década de 1960. A mediados de los años 70, Isley vivía en Teaneck, Nueva Jersey.
Tras la muerte de Kelly Isley en 1986 y la marcha de Rudy Isley al ministerio en 1989, Ronald ha continuado con el nombre de los Isley Brothers, ya sea en solitario o con la ayuda de los hermanos más jóvenes, especialmente Ernie. En 1990, Isley consiguió un dúo en el top 10 con Rod Stewart con una versión del éxito de sus hermanos "This Old Heart of Mine (Is Weak for You)", y en 2003 Ronald grabó un álbum en solitario, Here I Am: Bacharach Meets Isley, con Burt Bacharach. Además, Ron Isley se convirtió en un solicitado cantante hook para R. Kelly, Warren G, 2Pac y UGK. Isley lanzó su primer álbum en solitario Mr. I el 30 de noviembre de 2010. El álbum incluye el primer sencillo "No More". Debutó en el número 50 del Billboard 200, vendiendo 22.243 copias. Fue su primer álbum en solitario en entrar en esa lista.
En 2010, Isley recibió un "Premio a la Leyenda" en los Soul Train Music Awards. En 2013, Ronald lanzó su segundo álbum en solitario This Song Is For You bajo el sello eOne. Ronald recibió una nominación como Artista Independiente de R&B/Soul, en los Soul Train Music Awards. En 2014, Ronald hizo una aparición en el video musical de la canción "i" de Kendrick Lamar.
Incluyendo su trabajo en las canciones grabadas por The Isley Brothers y R. Kelly, los sencillos de Isley aparecieron en las listas del Billboard Hot 100 de Estados Unidos en seis décadas seguidas, desde los años 50 ("Shout" de 1959) hasta la década de 2000 ("Contagion" de 2001). Su aparición en 2015 en "How Much a Dollar Cost" de Lamar alcanzó un pico justo por debajo del Hot 100 en el puesto 109, y su tema de 2021 de The Isley Brothers "Friends and Family" no llegó a la lista principal de Billboard (aunque fue un éxito en el Top 50 de la lista de R&B y Hip-Hop), pero sirven para ampliar sus apariciones en las listas de Billboard a ocho décadas distintas.

## Vida personal
Isley se casó con Margret Tinsley en 1960 y en 1969 nació su hija Tia Isley. En 1993, se casó con la cantante Angela Winbush en Los Ángeles, California. Se divorciaron discretamente a principios de 2002.
Isley sufrió un leve derrame cerebral en Londres en 2004, lo que interrumpió una gira de los Isley Brothers. En septiembre de 2005, se casó con la cantante Kandy Johnson, del dúo JS/Johnson Sisters. Su hijo, Ronald Isley, Jr. nació en diciembre de 2007. En 2007, se informó de que Isley tenía problemas renales. Isley sigue residiendo en San Luis.

### Evasión fiscal
En 2006, Isley fue declarado culpable de cargos de evasión fiscal y condenado a tres años y un mes de prisión. La sentencia de Isley fue confirmada por el Tribunal de Apelaciones de Estados Unidos para el Noveno Circuito. Isley fue encarcelado en la Institución Correccional Federal de Terre Haute, Indiana, y su liberación estaba prevista para el 13 de abril de 2010. Fue trasladado a un centro de reclusión (Dismas House) en San Luis, Misuri, tras una salida anticipada en octubre. Una vez cumplida su condena, Isley salió de un centro de reclusión federal el 13 de abril de 2010. Isley figura como uno de los contribuyentes más morosos de California, con una deuda de 303.411,43 dólares por un embargo presentado el 22 de octubre de 2002.